# Instituto Brasileiro do Meio Ambiente e dos Recursos Naturais Renováveis

Logo des IBAMA

Das Instituto Brasileiro do Meio Ambiente e dos Recursos Naturais Renováveis (IBAMA), deutsch Brasilianisches Institut für Umwelt und erneuerbare natürliche Ressourcen, ist das brasilianische Bundes-Umweltamt. Das IBAMA wurde am 22. Februar 1989 als selbständige Behörde mit Sitz in Brasília gegründet. Amtierender Präsident ist seit Januar 2019 der Jurist Eduardo Fortunato Bim.
Nach der Militärdiktatur (1964–1985) wurden die verschiedenen Institutionen und Behörden, die im Bereich des Umweltschutzes tätig waren, neu organisiert. Das IBAMA entstand aus der Fusion von vier Institutionen:
- Secretaria do Meio Ambiente (SEMA) – Staatssekretariat für Umwelt;
- Superintendência da Borracha (SUDHEVEA) – Oberaufsicht für Gummi;
- Superintendência da Pesca (SUDEPE) – Oberaufsicht für Fischerei;
- Instituto Brasileiro de Desenvolvimento Florestal (IBDF) – Brasilianisches Institut für Waldentwicklung.

## Struktur
Der Präsidentschaft des Instituts unterstehen fünf Direktoren für das:
- Diretoria de Planejamento, Administração e Logística (DIPLAN);
- Diretoria de Proteção Ambiental (DIPRO);
- Diretoria de Licenciamento Ambiental (DILIC);
- Diretoria de Qualidade Ambiental (DIQUA);
- Diretoria de Uso Sustentável da Biodiversidade e Florestas (DBFLO).

Das IBAMA ist dem brasilianischen Umweltministerium (Ministério do Meio Ambiente, MMA) zugeordnet. Zu diesem gehört auch das Instituto Chico Mendes de Conservação da Biodiversidade, das Bundes-Naturschutzamt.

### Haushalt
In Reais, Quellen
| 2005        | 2010          | 2012          | 2013          | 2014          | 2015          | 2016          |
| ----------- | ------------- | ------------- | ------------- | ------------- | ------------- | ------------- |
| 316.613.413 | 1.113.112.946 | 1.104.608.311 | 1.188.224.633 | 1.246.711.346 | 1.321.243.658 | 1.183.630.863 |

## Aktivitäten
Im Juni 2011 deckte die IBAMA einen Fall auf, bei dem im Bundesstaat Amazonas 2,4-D-haltige Herbizide vom Flugzeug aus zum Entlauben des Urwalds versprüht wurden.
Am 4. August 2016 verweigerte das IBAMA die notwendige Umweltlizenz für das Wasserkraftwerk São Luiz do Tapajós, ohne die das Projekt nicht gebaut werden darf. Die indigene Gruppe der Munduruku und die Umweltschutzorganisation Greenpeace hatten gemeinsam gegen das von der Regierung geplante Projekt protestiert.

## Kontroversen
Die Arbeit des IBAMA ist nicht unangefochten. Sie kollidiert mit den Interessen von Regenwaldbewohnern, Landbesitzern, Minenbetreibern, Nutznießern großer Monokulturen, der Holzwirtschaft sowie der über 200.000 illegalen Goldgräber (garimpeiros) im Amazonasgebiet. Bei der Durchsetzung von Umweltschutzauflagen entstehen regelmäßig Konflikte mit multinationalen und nationalen Konzernen – zumeist dort, wo Naturschutzgebiete und Indianerreservate nicht geachtet werden.
In den ersten Jahren ihres Bestehens warf der Umweltaktivist José Lutzenberger 1992 der IBAMA vor, korrupt und eine „Zweigstelle des Holzhandels“ („uma sucursal de madeireiros“) zu sein.
Die Präsidentschaft hat in 25 Jahren 23-mal gewechselt (Stand: 2016).
Im April 2019 genehmigte das IBAMA Ölbohrungen im Korallenriff Abrolhos.